# Wybory prezydenckie w Austrii w 2022 roku
Wybory prezydenckie w Austrii w 2022 roku zostały przeprowadzone 9 października 2022. W ich wyniku Austriacy wyłonili prezydenta na kolejną kadencję. Urzędujący na tym stanowisku Alexander Van der Bellen uzyskał reelekcję w pierwszej turze.
W wyborach wystartowało siedmiu pretendentów. Obie partie rządzące (Austriacka Partia Ludowa i Zieloni) oraz opozycyjne ugrupowania Socjaldemokratyczna Partia Austrii i NEOS nie wystawiły kandydatów. Formacje te lub ich działacze w kampanii wspierali urzędującego prezydenta. Jego głównym konkurentem był Walter Rosenkranz z Wolnościowej Partii Austrii.

## Wyniki wyborów
| Kandydat                 | Głosy     | %      |
| ------------------------ | --------- | ------ |
| Alexander Van der Bellen | 2 299 590 | 56,7   |
| Walter Rosenkranz        | 717 097   | 17,7   |
| Dominik Wlazny           | 337 010   | 8,3    |
| Tassilo Wallentin        | 327 214   | 8,1    |
| Gerald Grosz             | 225 942   | 5,6    |
| Michael Brunner          | 85 465    | 2,1    |
| Heinrich Staudinger      | 64 411    | 1,6    |
| Razem głosy ważne        | 4 056 729 | 100,00 |
| Głosy nieważne           | 91 353    | —      |
| Razem                    | 4 148 082 | —      |
| Uprawnieni/frekwencja    | 6 363 336 | 65,2   |